# Irydoidy

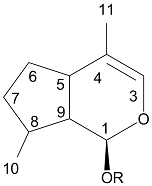
Szkielet typowych irydoidów bicyklicznych wraz z numeracją atomów węgla

Irydoidy – grupa organicznych związków chemicznych z grupy monoterpenoidów. Są oparte na szkielecie irydanu (1-izopropylo-2,3-dimetylocyklopentanu). Grupa metylowa i izopropylowa irydanu najczęściej związane są mostkiem tlenowym w drugi pierścień, heterocykliczny piran, z utworzeniem układu cyklopentanopiranowego H-5,H-9β,β-cis-skondensowanego. Znane są też rzadsze seko-irydoidy, w których pierścień cyklopentanowy jest rozerwany pomiędzy atomami C-7 i C-8.
Irydoidy zawarte są w wyciągach niektórych roślin, m.in. z liści bobrka trójlistnego, korzenia goryczki żółtej, ziela tysiącznika pospolitego i wielu innych.
Irydoidy mają wiele różnych własności leczniczych i zastosowań. Uważa się, że są one odpowiedzialne za uspokajające działanie na koty tzw. kocimiętki, dodawane są do środków odstraszających owady, np. komary, stosowane są w maściach przeciwbólowych, przeciwzapalnych i przeciwreumatycznych.

## Właściwości fizykochemiczne
Irydoidy są związkami ciekłymi lub stałymi o wysokiej temperaturze topnienia, krystalicznymi lub bezpostaciowymi. Glikozydy irydoidów są na ogół dobrze rozpuszczalne w wodzie i etanolu, zaś pod wpływem kwasów ulegają hydrolizie, tworząc zabarwione na niebiesko związki.

## Właściwości farmakologiczne
Wiele irydoidów roślinnych wykazuje działanie przeciwbakteryjne i grzybostatyczne: plumerycyna, fulwoplumeryna, aukubigenina i jej polimery. nepetalakton, kwas genipowy. Sekoroidy Gentianaceae są znanymi związkami goryczowymi pobudzającymi łaknienie. Występujące w rodzajach Valeriana i Centranthus (Valerianaceae) estrowe walepotriany działają uspokajająco na ośrodkowy układ nerwowy.